# Kostadin Kostadinov
Kostadin Stefanov Kostadinov (in bulgaro Костадин Стефанов Костадинов?; Plovdiv, 25 giugno 1959) è un ex calciatore bulgaro, di ruolo attaccante.

## Palmarès

### Club

#### Competizioni nazionali
- Coppa di Bulgaria: 1

Trakia Plovdiv: 1981

#### Competizioni internazionali
- Coppa dei Balcani per club: 1

Trakia Plovdiv: 1972